# Rosnay (Indre)
Rosnay ist eine französische Gemeinde mit 522 Einwohnern (Stand 1. Januar 2022) im Département Indre in der Region Centre-Val de Loire. Sie gehört zum Arrondissement Le Blanc und zum Kanton Le Blanc.
Rosnay liegt im Regionalen Naturpark Brenne (frz.: Parc naturel régional de la Brenne), etwa 35 Kilometer von Châteauroux entfernt, und beherbergt dessen Verwaltung. An der nördlichen Gemeindegrenze verläuft der Fluss Cinq Bondes. Ortsteile von Rosnay sind: La Chaume, Le Coudreau, La Collarderie, La Vignauderie und La Gilardière. Nachbargemeinden von Rosnay sind Saint-Michel-en-Brenne im Norden, Migné im Osten, Ciron im Südosten, Ruffec im Süden, Le Blanc im Südwesten, Douadic im Westen und Lingé im Nordwesten.

## Bevölkerungsentwicklung
| 1962 | 1968 | 1975 | 1982 | 1990 | 1999 | 2007 | 2012 |
| ---- | ---- | ---- | ---- | ---- | ---- | ---- | ---- |
| 733  | 686  | 622  | 529  | 537  | 526  | 618  | 506  |

## Sehenswürdigkeiten
- Château du Bouchet (Monument historique)
- Kirche Saint-André (Monument historique)
- Maison du parc (Informationszentrum zum Regionalen Naturpark Brenne)
- Centre de transmission de Rosnay der französischen Marine mit dem Längstwellensender HWU

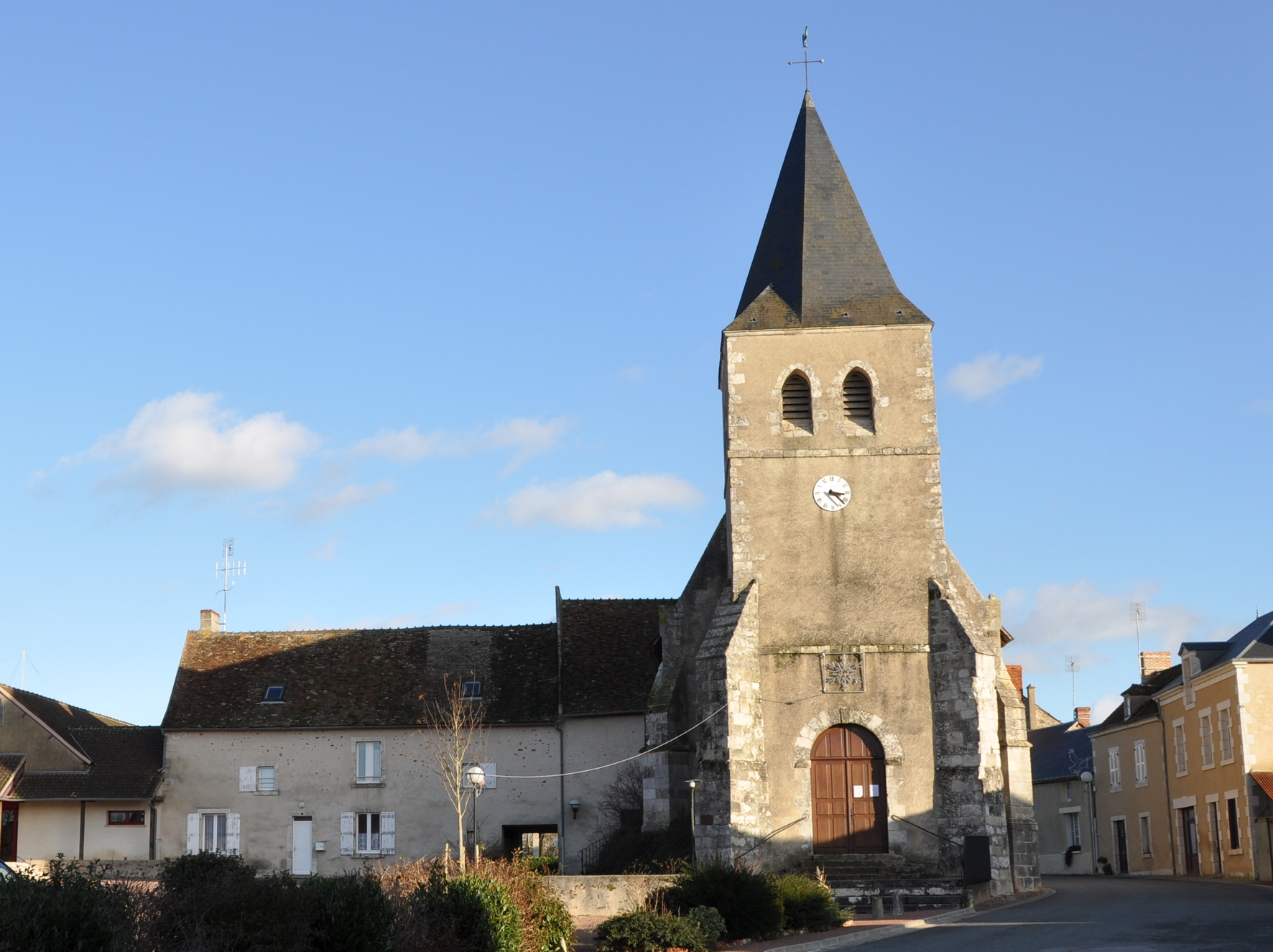
Kirche Saint-André